# Dominique Brisson
Dominique Brisson, née le 16 juin 1960 à Reims, est une autrice et éditrice française.

## Biographie
Dominique Brisson, née à Reims, est une écrivaine et une éditrice. Après des études de lettres puis de cinématographie, elle devient journaliste à Paris et s'installe dans l'Aisne à Épaux-Bézu, sa « terre d'adoption », selon Jean-Michel François journaliste à L'Union.
Elle est l'autrice d'une trentaine d'ouvrages - documentaires et romans - pour adultes et pour la jeunesse.
Elle figure parmi les pionnières du multimédia culturel avec le Cédérom de référence Le Louvre, visite virtuelle (1994) qui a obtenu le Milia d'or à Cannes en 1995.
De 2016 à 2021, elle préside le jury du concours des fables « Jean de la Fontaine », qui a lieu à Château-Thierry. En mars 2021, pour les 400 ans de la naissance du fabuliste, elle lui consacre une biographie jeunesse,, coécrite avec Géraldine Doulbeau.
En 2020, elle a été résidente à la Villa Yourcenar.
En 2023, elle publie son premier livre en tant qu'aquarelliste, Ici l'horizon de Clément Bollenot aux éditions du Chat polaire.

### Éditions Cours toujours
Les éditions Cours toujours ont été créées en 2012.Tout sur la Fontaine (ou presque) de Martine Pichard, sorti en 2019, a été traduit vers l'allemand en 2021.
En juin 2021, l'écrivain Guillaume de Fonclare, dont Cours toujours a édité l'ouvrage Le bel obus, en 2019, dresse un éloge à l'éditrice dans le quotidien catholique La Croix.

## Publications de Dominique Brisson

### Littérature jeunesse
- Gutenberg et l'invention de l'imprimerie, Éditions du Sorbier, 1997
- La vie des écoliers au temps de Jules Ferry, Le Sorbier, 2001 puis La Martinière, 2007
- Au bonheur des enfants, Le magasin des tout-petits, La Martinière, 2003
- Cher cousin caché, Syros, 2006
- Gros sur la tomate, Syros, 2007
- Lettres d'amour à des petites chipies, Tom'poche, 2007 (avec Maud Legrand). Traduction (it) : Lettere d'amore a piccole smorfiose, Kite Edizioni, 2008
- On dirait le Sud, Syros, 2010
- Une vie merveilleuse, Syros, 2014
- D'eau douce, Cours toujours, illustration de Louise Duneton, 2014
- Comment parler du Centre Pompidou aux enfants, de Paris à Metz, Éditions le Baron perché, 2010, réédition 2015
- Vive La Fontaine !, Cours toujours, 2021 (avec Géraldine Doulbeau)

### Littérature générale
- Fête des bébés, Arte/Le Seuil, 2000 (en tant que directrice d'ouvrage)
- Épaux-Bézu, hier et aujourd'hui, Le Livre d'histoire, 2001 (avec Janine Basset)
- Histoires vraies en Champagne-Ardenne, Papillon rouge, 2010 (avec Jean Batilliet)
- Histoires vraies en Picardie, Papillon rouge, 2011 (avec Didier Willot)
- Grands frères, La saga de célèbres fratries françaises, Papillon rouge, 2012
- Ma poule, Cours toujours, 2014 (illustration Pascale Belle de Berre)
- Nos jardins secrets, Cours toujours, 2015 (avec Isabel Asúnsolo)
- Les yeux d'Aireine, Syros, 2019[8]
- Toi, mon chat, Cours Toujours, 2019 (illustration Pascale Belle de Berre)
- Cathy Chotard, de fil et d'or, Ateliers d'art de France, 2021
- Des nouvelles de l'amitié, collectif, Terre de l'Ouest, 2021
- Ici l'horizon, de Clément Bollénot, Le Chat polaire, 2023 (en tant qu'illustratrice)

### Cédéroms
- Voyage à Orsay, (cédérom), RMN (Réunion des musées nationaux) 1992 (en tant que directrice d'ouvrage)
- Le Louvre, Visite virtuelle, (cédérom), avec Natalie Coural, Montparnasse multimedia/RMN, 1994
- Musee d'Orsay, visite virtuelle, (cédérom) Montparnasse Multimédia/RMN, 1995
- Trésors des premiers imprimeurs, (cédérom), Interbibly, 1997
- Tour Eiffel, tours et détours, (cédérom), Arte/Pathé, 1997